# Laosià
|  | Aquest article tracta sobre l'idioma. Vegeu-ne altres significats a «Lao». |

El laosià o lao (pʰaːsaː laːw) és una llengua tonal de la família tai-kadai. És la llengua oficial de Laos, i també és parlat al nord-est de Tailàndia, a la regió d'Isaan. El laosià d'aquesta regió se sol considerar una llengua independent, l'idioma Isaan. A més de ser la llengua primària dels habitants de Laos, és la llengua secundària de molts grups ètnics de Laos i Isaan. El laosià és escrit, igual que els altres idiomes de la mateixa família, en escriptura abugida. Com que no hi ha reguladors oficials, tampoc hi ha dialecte estàndard, però de facto el dialecte de Vientiane ha esdevingut estàndard.

## Pronoms
Les frases informals sovint manquen de pronoms, i aquests són substituïts per sobrenoms o termes parentius, depenent de la confiança entre els dos emissors. A més, els pronoms canvien depenent de amb qui es parla, des de termes solemnes a termes vulgars. Com més formal és la conversa, menys pronoms es deixen i més pronoms formals s'utilitzen. Els pronoms es poden pluralitzar afegint ພວກ (pʰuak) davant el pronom, per exemple ພວກເຈົ້າ (pʰuak jao) significa "vosaltres", és a dir, tu en plural.
L'edat i l'estatus són importants en l'ús de determinació. Els noms dels nens i les nenes són prefixats per ບັກ (bak) i ອີ (i), respectivament. Els noms de les persones velles es prefixen amb ອ້າຍ (ai) si és un home i ແອື້ອຍ (èw) si és una dona.
| Pronom | Alfabet llatí | AFI      | Significat                                                                |
| ------ | ------------- | -------- | ------------------------------------------------------------------------- |
| ຂ້ອຍ    | khoy          | kʰɔːj    | jo (informal, general)                                                    |
| ຂ້ານ້ອຍ  | khanoy        | kʰaːnɔːj | jo (formal)                                                               |
| ເຮົາ    | hao           | haw      | nosaltres, nostre                                                         |
| ເຈົ້າ    | chao          | tɕaw     | tu (general)                                                              |
| ທ່ານ    | thaan         | tʰaːn    | tu (molt formal)                                                          |
| ເຂົາ    | khao          | kʰao     | ell, ella, seu (formal, general)                                          |
| ລາວ    | lao           | law      | ell, ella, seu (molt informal)                                            |
| ເພິ່ນ    | peun          | pʰɤn     | ell, ella, seu (molt formal)                                              |
| ມັນ     | man           | man      | per designar una cosa, un animal (molt rude si s'utilitza en una persona) |

## Noms
Els noms no tenen ni gènere ni declinacions, simplement poden ser singulars o plurals. Tampoc no es marquen amb articles definits o indefinits. Els classificadors solen utilitzar-se per comptar objectes; en lloc de dir 'dos gossos' dirien 'gos dos'.